# 王烈 (中医学家)
王烈（1930年10月—），男，汉族，辽宁盖州人，中国中医学家，长春中医药大学附属医院主任医师、教授，享受国务院政府特殊津贴专家，第三届国医大师。